# Chazara persephone
Chazara persephone (Donkere heremiet) is een vlinder uit de familie van de Nymphalidae (aurelia's), uit de onderfamilie van de Satyrinae. De soort is voor het eerst wetenschappelijk beschreven als Eumenis persephone door Jacob Hübner in een publicatie uit 1805.

## Verspreiding
De soort komt voor in Zuid-Rusland, Oekraïne (ook de Krim), Turkije, Cyprus, Armenië, Centraal-Azië (waaronder West-Siberië, Iran, Kazachstan, Afghanistan, Pakistan (Beloetsjistan, Chitral), Altajgebergte).

## Ondersoorten
- Chazara persephone persephone (Hübner, 1805)
- Chazara persephone transies Zerny, 1932
- Chazara persephone pseudoenervata Lukhtanov, 1999